# 芬茨巴赫河
47°31′06″N 11°17′45″E / 47.518433°N 11.295928°E

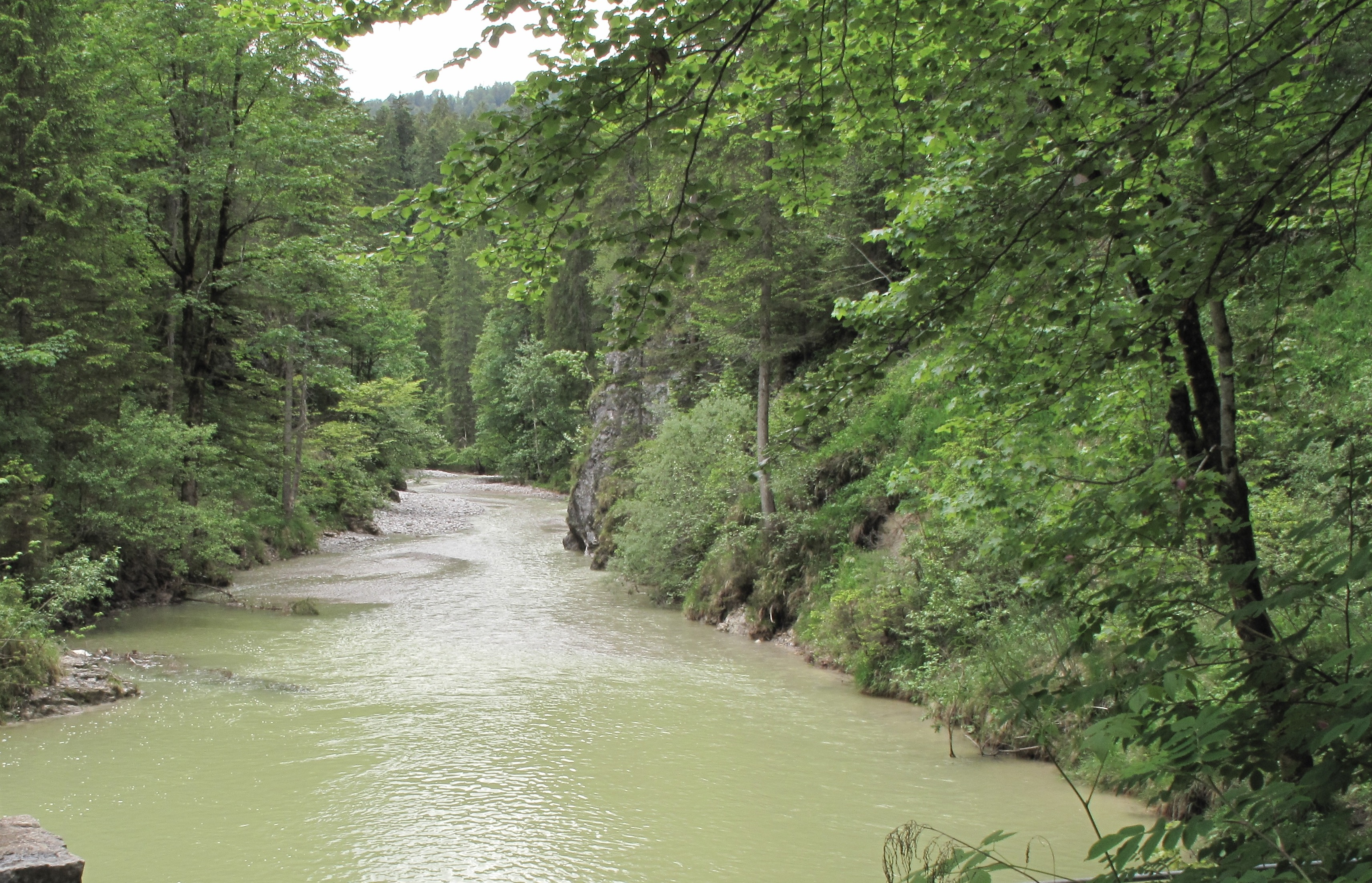

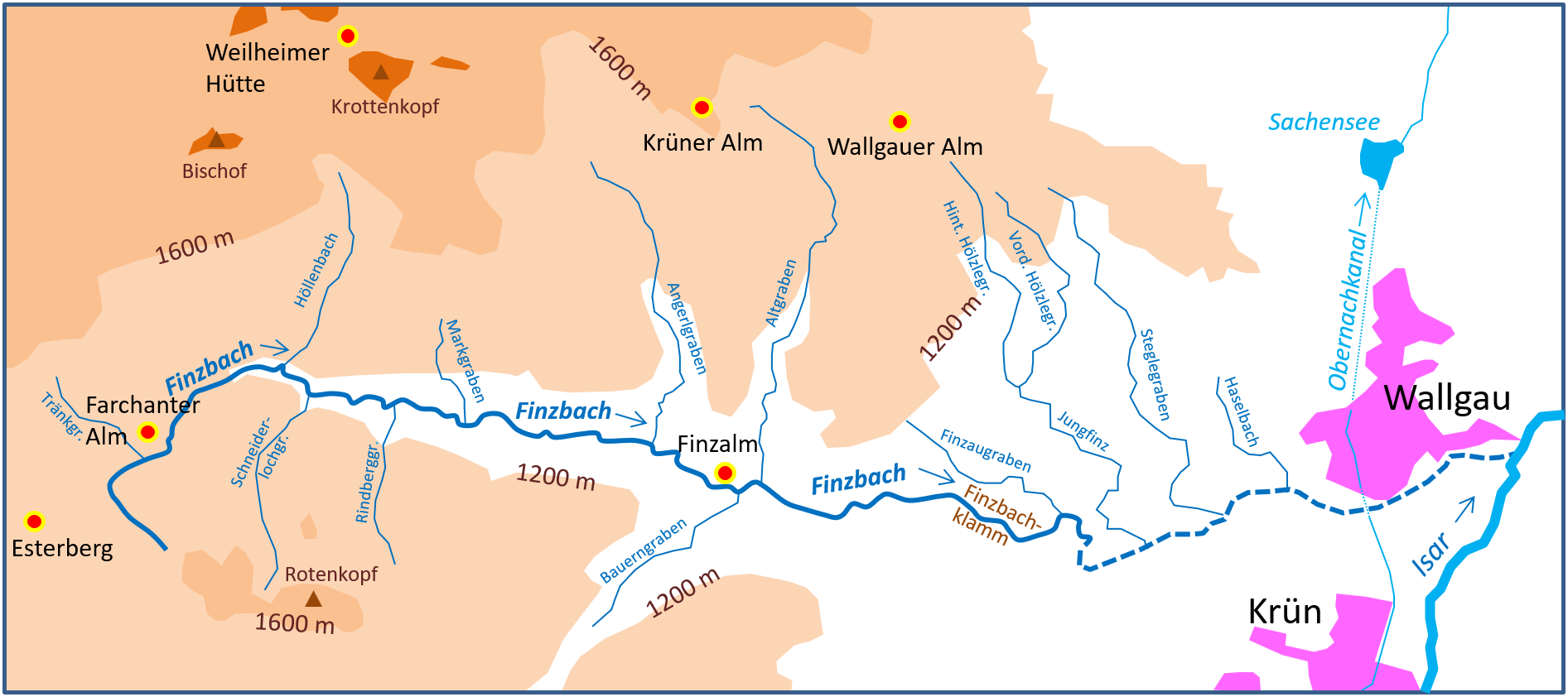

芬茨巴赫河是德國的河流，位於該國東南部，由巴伐利亞負責管轄，屬於伊薩爾河的左支流，河道全長13公里，流域面積37.4平方公里。